# 让-约瑟夫·本杰明-康斯坦特
让-约瑟夫·本杰明-康斯坦特（Jean-Joseph Benjamin-Constant 1845年6月10日—1902年5月26日）是一名法国画家，以其东方主义绘画和肖像画出名。

## 生平

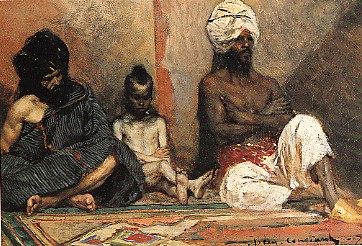
《坐着的阿拉伯人》（Arabes assis），1877年绘

让-约瑟夫·本杰明-康斯坦特出生于巴黎，曾在图卢兹的法国美术学院就读，师从亚历山大·卡巴内尔。1872年，他前往摩洛哥旅游，并开始对东方主义产生兴趣。他曾在朱利安学院教书，并为教宗良十三世等人绘制肖像。